# Galați
Galaţi là một thành phố và khu tự quản România. Thành phố này là thủ phủ hạt Galaţi. Đây là thành phố lớn thứ 7 quốc gia này, tọa lạc ở vùng lịch sử Moldavia, gần Brăila, Galați là có cảng lớn nhất trên sông Danube. Thành phố Galaţi có dân số 298.861 người (theo điều tra dân số năm 2002), dân số năm 2009 ước khoảng 290.733 người, diện tích  km². Thành phố có độ cao 55 mét trên mực nước biển.
Là một trong các trung tâm kinh tế ở Rumani, thành phố này phát triển nhờ vào nhà máy đóng tàu hải quân, cảng sông, nhà máy thép Arcelor-Mittal và cảng khai khoáng.